# Frances Thesiger
Frances Thesiger, viscountessa Chelmsford, född 22 mars 1869, död 24 september 1957, var vicedrottning av Indien 1916–1921 som gift med den brittiske vicekungen i Indien, Frederic Thesiger, 1:e viscount Chelmsford.